# Forge (fiume)
Il Forge è un fiume della Calabria occidentale.
È il secondo fiume più lungo e importante di Sant'Agata di Esaro è inoltre il principale affluente dell'Esaro. Inoltre è da notare che non rimane mai a secco durante tutto l'anno.